# Antonio Cubillo
Antonio de León Cubillo Ferreira (San Cristóbal de La Laguna, Tenerife, Provincia de Santa Cruz de Tenerife, 3 de julio de 1930 - Santa Cruz de Tenerife, 10 de diciembre de 2012) fue un abogado, profesor, político y terrorista español, fundador del Movimiento por la Autodeterminación e Independencia del Archipiélago Canario (MPAIAC). En 1978 sufrió un intento de asesinato en Argel que la Audiencia Nacional consideró encargado por personas no identificadas «pero sí pertenecientes a los servicios policiales», atentado por el que fue condenado por la Audiencia Nacional el confidente policial José Luis Espinosa Pardo.

## Biografía

### Inicios
Nacido en San Cristóbal de La Laguna (Tenerife), hijo de una maestra de escuela. Pasó su infancia en el barrio de Buen Paso, sito en la localidad de Icod de los Vinos, al norte de la isla. Se licenció en Derecho por la Universidad de La Laguna y en 1956 se colegió abogado laboralista. 
Tras haber conformado el Movimiento Autonomista Canario, en 1959 fue cofundador del movimiento Canarias Libre, organización nacionalista clandestina vinculada con algunos sectores del PCE en Canarias. La mayoría de los miembros de Canarias Libre fueron detenidos, pero Cubillo logró huir, reuniéndose con el entonces secretario general del PCE, Santiago Carrillo, para debatir la creación de un Partido Comunista de Canarias independiente del PCE. Tras enfrentarse con Carrillo, Cubillo se desvincula totalmente de los comunistas españoles.

### Exilio en Argelia, apoyo internacional y creación del MPAIAC

La "bandera tricolor canaria", cuya creación se le atribuye a Cubillo. Su diseño está basado en la bandera creada por Canarias Libre.

En 1960 Cubillo se exilió en París y en 1963 a Argel, donde obtuvo una plaza de profesor de Lengua Castellana. En la capital francesa el ex espía de los servicios de información del franquismo, Luis Manuel González-Mata afirma que le reclutó para introducirlo en el gobierno republicano en el exilio como representante del movimiento autonomista canario. En la edición francesa del libro González-Mata afirma "En realidad este Cubillo actuaba para mí sin conocerme, manipulado por un "officier traitant" de los servicios secretos españoles que le transmitían mis órdenes y me daban sus informaciones". En 1964 fundó el Movimiento por la Autodeterminación e Independencia del Archipiélago Canario (MPAIAC), organización de la que se convirtió en su máximo dirigente. Ideó también la bandera tricolor con siete estrellas verdes como bandera de la "lucha por la independencia y el socialismo para Canarias". El MPAIAC optó estratégicamente por una línea africanista, recurriendo a la exaltación identitaria de los antiguos aborígenes de Canarias. Con ello llegó a conseguir el apoyo de un Comité de Liberación ad hoc de la extinta Organización de la Unidad Africana dirigido por Argelia, que en una reunión secreta declaró a las islas como geográficamente africanas en 1968.
De 1975 a 1978 el MPAIAC emitió por radio desde Argel a Canarias el programa La Voz de Canarias Libre. Esta propaganda fue financiada y apoyada por el gobierno de Argelia, que podía así favorecer sus intereses geopolíticos en la zona aprovechando la guerra del Sahara Occidental. La emisora cerró en 1978, tras la visita de una delegación de la Junta Democrática de España a Argel y por presiones de la diplomacia española.

### Atentados terroristas, intento de asesinato y expulsión
En 1976, el MPAIAC creó un grupo terrorista al que llama Fuerzas Armadas Guanches (FAG) y emprendió una serie de atentados terroristas en las islas y en Madrid. Además, apoyó y facilitó la huida del asesino del industrial Eufemiano Fuentes. Estableció como objetivos de los atentados establecimientos hoteleros, oficinas de turismo, Galerías Preciados, Banco Madrid, Banco de Vizcaya, el Gobierno Civil en Las Palmas o el barco Antonio Armas, entre otros, causando heridos, un muerto y cuantiosos daños materiales, alterando la cotidianeidad de la sociedad canaria en los primeros años de la Transición.

Nosotros hemos advertido que los canarios se retiren de los edificios públicos. Si hay heridos no es culpa nuestra. Estamos en guerra y si se derrama sangre canaria tampoco es culpa nuestra.
Antonio Cubillo, noviembre de 1977

El 27 de marzo de 1977 hicieron explotar una bomba en el aeropuerto de Gando, provocando heridas a una dependienta y amenazando con más explosiones. El aeropuerto tuvo que cerrarse por la amenaza de bomba, y todo el tráfico aéreo fue desviado al Aeropuerto de Los Rodeos. Ésta fue una de las causas del accidente aéreo de Los Rodeos, el más grave de la historia de la aviación, donde murieron 583 personas. Pese a estar probada que el atentado del MPAIAC fue una de las causas del desastre, los partidarios de Cubillo han intentado minimizar o negar la responsabilidad del MPAIAC en el accidente aéreo. El 23 de febrero de 1978, las FAG colocan un artefacto explosivo frente al Banco de Vizcaya en La Laguna. Durante el intento de desactivación fallece un agente de los TEDAX. El artefacto estaba compuesto por una caja de zapatos, envuelta en plástico y depositada sobre una ventana, conteniendo en su interior 2 kilos de material explosivo y un sistema de activación por temporizador mecánico.
Un año después de las imprevistas y mortales consecuencias del atentado contra el aeropuerto de Las Palmas y dos meses después de la primera víctima mortal por acción directa del MPAIAC, en abril de 1978 Cubillo sufrió un intento de asesinato en Argel. Fue imputado a fuerzas policiales españolas y a su entonces ministro de la Gobernación, Rodolfo Martín Villa. En el momento de su intento de asesinato, los gobiernos de Marruecos y Mauritania le habían retirado ya su apoyo y sólo mantenía los de los gobiernos próximos a la URSS durante la Guerra Fría como Argelia, Libia, Benín, Guinea Ecuatorial, Tanzania y Zambia. Con todo, pretendía el apoyo argelino para presentarse en la ONU y explicar lo que él consideraba el problema colonial canario. A consecuencia de las heridas quedó con una discapacidad motora permanente, por lo que necesitó de muletas para andar. En 2003 la Audiencia Nacional condenó al Ministerio del Interior a pagar una indemnización de 150.000 euros a Antonio Cubillo por este atentado.
En 1979 el MPAIAC abandonó la lucha armada. Un sector del MPAIAC expulsó a Cubillo aludiendo a supuestas actitudes caudillistas.

### 1985ː Regreso a Canarias y sabotaje a la Vuelta Ciclista
En 18 de agosto de 1985 Antonio Cubillo, ya sin apoyos internacionales, regresó a Canarias desde su exilio de más de veinte años en Argel, después de pactar con el gobierno de Felipe González su regreso, jurando la Constitución española. En 1985 fundó el Congreso Nacional de Canarias (CNC), partido político del que será principal dirigente y cabeza visible. Dentro del CNC se producirán también disensiones por el reparto de 500 dólares y posteriores ayudas económicas que supuestamente fueron a cuentas particulares en Francia y habrían terminado con intentos de agresión entre sus miembros. En 1988 lideró el boicot a las cuatro etapas canarias de la Vuelta Ciclista a España, logrando repercusión en los medios nacionales mediante arengas, la exhibición de pancartas y el pinchazo de las ruedas de una moto de RTVE y de algunos corredores participantes en la carrera. El CNC fue un partido marginal que solamente logró un concejal en el ayuntamiento de Arrecife en 1987. Tras el fracaso de la coalición Canarias por la Independencia (formada por el CNC y el FREPIC-AWAÑAK) en las elecciones municipales de 1991, el CNC caerá en picado, teniendo en la actualidad una presencia meramente testimonial.

### 2003ː Indemnización del Gobierno español y últimos años
Antonio Cubillo continuó ejerciendo como abogado y como colaborador en el periódico tinerfeño El Día. En 2003 la Audiencia Nacional condenó al Ministerio del Interior a pagar una indemnización de 150 000 euros a Antonio Cubillo por el atentado que éste sufrió en 1978.
En 2007, con 77 años, publicó un Anteproyecto de Constitución de la República Federal Canaria reiterando su ideario nacionalista identitario canario. Sus colaboraciones en El Día se mantuvieron hasta su muerte, en diciembre de 2012. En 2012, poco antes de su muerte, anunció su intención de sabotear la Vuelta a España como hizo en 1988. Falleció en la madrugada del 10 de diciembre de 2012, a los 82 años, en su casa de Santa Cruz de Tenerife. Fue sepultado en el Cementerio de Santa Lastenia de la misma ciudad.

## Homenajes
Desde su fallecimiento, el CNC y otras organizaciones de ideario nacionalista de izquierdas le brindan homenajes, frente a la desaprobación de la sociedad canaria, especialmente de las víctimas de sus atentados terroristas. En 2013 su sobrino dirigió el documental Cubillo, historia de un crimen de Estado sobre las circunstancias políticas de su intento de asesinato.

## Filmografía
- Documental Cubillo, historia de un crimen de Estado dirigido por Eduardo Cubillo en 2013.[32]
- Documental José Luis Espinosa, el espía dirigido por Alfonso Palazón Meseguer en 2022.[35]